# تنونتوسور

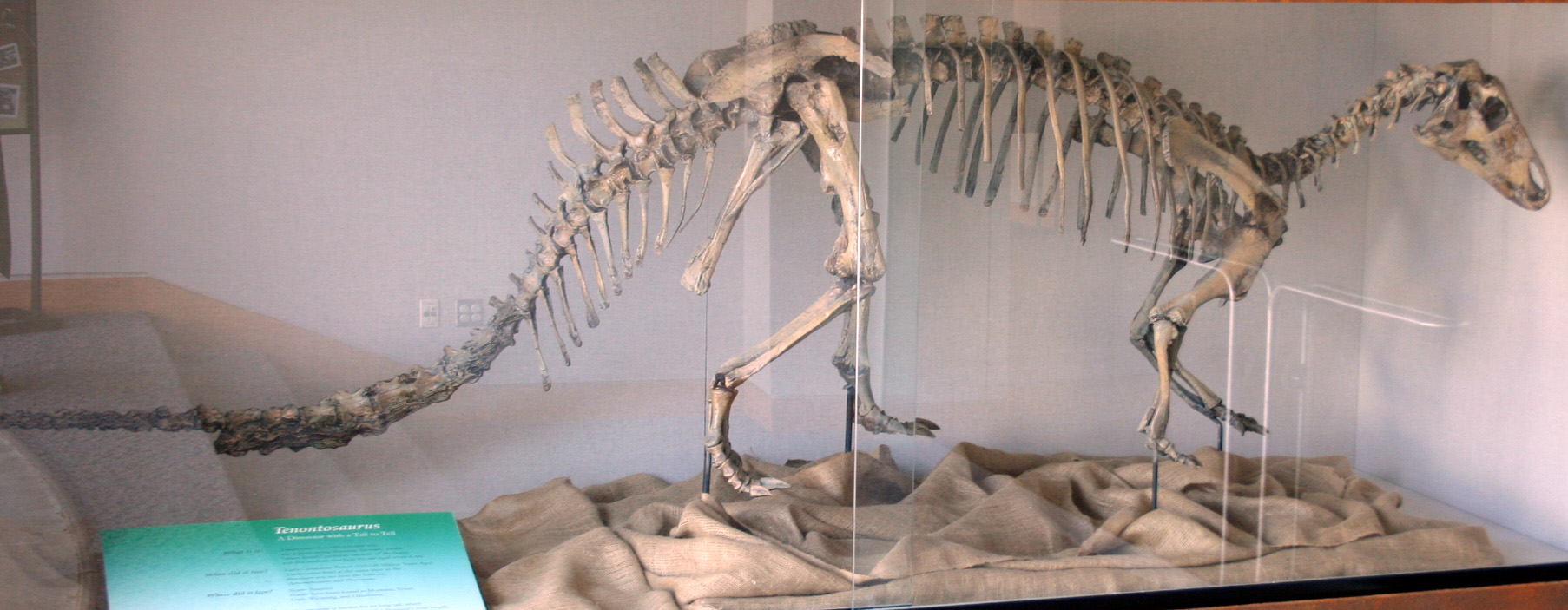
اسکلت تنونتوسور در موزه تاریخ علم کارولینای شمالی

تنونْتوسور (Tenontosaurus) یا دایناسور زردپی یک نوع متوسط از پرنده‌پایان بزرگ بود. پیش از این گمان می‌رفت که این جانور از خانوادهٔ هیپسیلوفودونت (بلندتاج‌دندان) باشد.اما امروزه آن را جزئی از خانوادهٔ ایگوآنادندان (ایگوانودونت) ابتدایی دسته‌بندی می‌کنند.
این دایناسور مربوط به رسوبات دوره کرتاسه پیشین در شمال غربی آمریکا و مربوط به ۱۰۵ تا ۱۲۵ میلیون سال پیش دانسته شده‌است. این دایناسور ۶.۵ تا ۸ متر درازا و ۲.۲ متر بلندی داشته‌است.و بیشترشان بین ۱ تا ۲ تن نیز وزن داشتند. دمش نسبت به دیگر انواع این گروه بلندتر بوده و همچنین بیشتر اوقات روی چهار دست و پا راه می‌رفته است.
بافت مغز استخوان پیدا شده در استخوان ران و ساق پای این حیوان امروزه فقط در پرندگانی که روی تخم می‌خوابند یافت می‌شود. همچنین مانند دو دایناسور دیگر یعنی تیراناسور و آلوسور که این مغز استخوان را داشته‌اند، تنونتوسور وقتی که در ۸ سالگی می‌مرده ٬به بلوغ کامل نمی‌رسیده‌است .این به آن معنی است که این نوع دایناسورها که این نوع مغز استخوان را دارند، وقتی که هنوز به اندازه نهایی نرسیده‌اند قدرت تولید مثل پیدا می‌کنند.

تعدای دندان و اسکلت ستهم‌پنجه (دینونیکوس) در کنار تنونتوسورها پیدا شده‌است که نشان می‌دهد تنونتوسورها به وسیلهٔ ستَهم‌پنجه‌ها شکار یا مرده‌خواری می‌شده‌اند.